# МИР
«МИР» (сокращение от «Машина для Инженерных Расчётов») — серия электронных вычислительных машин, созданных Институтом кибернетики Академии наук УССР (ныне Институт кибернетики НАН Украины) под руководством академика В. М. Глушкова.
В 1968 году «за разработку новых принципов построения структур малых машин для инженерных расчётов и математического обеспечения к ним, внедрённых в ЭВМ серии „МИР“» Государственной премии СССР были удостоены В. М. Глушков, С. Б. Погребинский, В. Д. Лосев, А. А. Летичевский, Ю. В. Благовещенский, И. Н. Молчанов и А. А. Стогний.

## МИР (1965) и МИР-1 (1968)

МИР-1

Серийная ЭВМ «МИР» для инженерных расчётов создана в 1965 году. Это одна из первых в мире однопользовательских ЭВМ. Она выпускалась серийно и предназначалась для использования в учебных заведениях, инженерных бюро, научных организациях. Имела ряд уникальных особенностей, таких как аппаратно реализованный машинный язык, близкий по возможностям к языкам программирования высокого уровня, развитое математическое обеспечение.
В 1968 году вычислительная машина МИР была модернизирована и получила название МИР-1. Эта модификация отличается от оригинальной модели наличием устройства ввода-вывода на перфоленту. Также в ней были применены элементы повышенной надежности.
Система счисления десятичная (двоично-десятичная). Числа могли быть представлены как целые десятичные со знаком, с десятичным порядком и с плавающей запятой. Действия могли выполняться с числами произвольной разрядности и произвольной длины, ограниченной только объёмом памяти в 4096 символов. Время на выполнение операции сложения — 50 мкс. Среднее быстродействие — около 1—2 тыс. операций в секунду. В комплект машины входила электрическая печатная машинка Soemtron для ввода и вывода информации со скоростью 7 знаков в секунду. Управление машиной было организовано на микропрограммном принципе. Микропрограммирование позволило сильно поднять семантический уровень машинного языка и довести его до высокоуровневого языка программирования. Фактически микропрограммами выполнялось большинство арифметических действий, вычисление элементарных функций выполнялось перед трансляцией и интерпретацией входной программы. Микрокоманды машины МИР-1 были 120-разрядные, они записывались на сменных микропрограммных матрицах. Это позволяло менять набор арифметических и логических операций, которые она может выполнять, что позволяло быстро изменять характер использования машины.

### Элементная база
Семейство «МИР» изготовлено из унифицированных потенциальных элементов «МИР-1», выполненных в модульном исполнении.

### Технические характеристики
Характеристики машины «МИР-1»:.
- Оперативная память: 4096 12-разрядных слов (время выборки — не более 2,5 мкс; физический носитель — ферритовые сердечники);
- Внешняя память: 8-дорожечная перфолента; устройство ввода FS-1501 (до 1500 символов/сек.), устройство вывода ПЛ-80 (до 80 символов в секунду);
- Быстродействие: 200—300 оп/сек для операций над пятиразрядными числами, типа управления — 50 000 операций/сек, среднее — 3000—4000 операций/сек[5];
- Ввод-вывод: на печатающую машинку;
- Питание: трёхфазное, 380 В, 50 Гц, не более 1,5 кВт;
- Масса: около 400 кг.
- Цена на 1973 год: 39 500 руб.[5].

### Программное обеспечение
Входной язык машины — АЛМИР-65. Разработан коллективом в составе В. М. Глушкова, А. А. Стогния, А. А. Летичевского, В. П. Клименко, А. А. Дородницыной и других. В МИР-2 и МИР-3 используется входной язык Аналитик, сохраняющий совместимость c АЛМИР-65.
Алфавит входного языка ЭВМ МИР-1 составляют заглавные кириллические и латинские буквы, знаки операций ({\displaystyle +}, {\displaystyle -}, {\displaystyle \times }, {\displaystyle \div }, {\displaystyle \textstyle \int }, {\displaystyle =}, {\displaystyle <}, {\displaystyle >}, {\displaystyle \textstyle {\sqrt {}}}, {\displaystyle \textstyle \sum }), знаки выделения целой и дробной части числа, цифры, показатель порядка числа, знаки препинания (скобки, точка с запятой, запятая и так далее). При вводе информации в машину можно было пользоваться стандартными обозначениями элементарных функций (тригонометрических, обратных тригонометрических, гиперболических, логарифмических и прочих). Русские слова РАЗРЯДНОСТЬ, ВЫЧИСЛИТЬ, ЗАМЕНИТЬ, ЕСЛИ, ТО, ИНАЧЕ, ГРАФИК, МАССИВ, ЗАГОЛОВОК ТАБЛИЦЫ и другие использовались для описания вычислительного алгоритма и обозначения формы выходной информации — вывести результат в строку, в виде многопозиционной таблицы, графика и тому подобное. Десятичные числа вводились в машину в свободной форме, например, 374,3; 5{\displaystyle \times }10-7; 3 и другие. Разрядность, с которой будут выполняться вычисления, указывалась при формулировке задачи. Предполагалась возможность работы с целыми числами и массивами. Была возможность редактирования и отладки введённой и запущенной программы. Режим «ЗАМЕНЯТЬ» позволял одну разрядность вычислений заменять на другую, один выделенный оператор — другим, добавлять операторы в программу, заменять при некоторых условиях описание основной программы и тому подобное.
На языке АЛМИР-65 были разработаны алгоритмы для длинной арифметики.

## МИР-2 (1969)

ЭВМ «МИР-2»

«МИР-2» — следующая версия ЭВМ «МИР-1», выпускалась с 1969 года.
Быстродействие машины МИР-2 составляло около 12 000 операций/сек. Ёмкость оперативного запоминающего устройства (цикл обращения — 12 мкс) — 8000 13-битных символов для буквенной информации и 16 000 для цифровой. Постоянное запоминающее устройство имело ёмкость около 1,6 миллиона бит с циклом обращения 4 мкс, что достаточно для хранения нескольких десятков тысяч микрокоманд. Имелось буферное запоминающее устройство для выводимой информации объёмом 4000 10-битных слов. В качестве внешних устройств использовались: ввод с перфоленты, вывод на перфоленту, электрическая печатная машинка Consul, накопитель на магнитных картах, векторный графический дисплей со световым пером.
В качестве входного языка в машине МИР-2 использовался специальный язык высокого уровня Аналитик, который развивал концепции встроенного языка программирования МИР-1 и дополнительно позволял непосредственно формулировать задания с аналитическими преобразованиями формул, позволял получать аналитические выражения для производных и интегралов.
Французы предлагали перевести МИР-2 на их базу интегральных схем - машины серии МИР были на транзисторах и торах как элементах оперативной памяти - и не пустить американцев в Европу, но СССР отказался делать совместную разработку или продавать патент.
Устройство индикации — монитор типа ЛК-472Б на 1024 слова.
Цена 115 150 рублей.

## МИР-3 (1974)
В 1974 году была завершена разработка и внедрена в производство новая ЭВМ серии МИР – МИР-3 с входным языком АНАЛИТИК-74. По сравнению с МИР-2 производительность была увеличена в 20 раз.